# Ліцей інформаційних технологій № 79 імені Бориса Патона
Ліцей інформаційних технологій №79 імені Бориса Патона — загальноосвітній державний навчальний заклад у місті Києві.

## Історія
- 1904 — заснована як «Гімназія В. І. Петра та Ради батьків» і знаходилася по вулиці Володимирській, 16[1].
- З 1906 значилася 8-ю чоловічою гімназією.
- 1922 — отримала номер 79
- До 1941 — школа носила ім'я свого випускника Отто Шмідта та знаходилася на площі Івана Франка, 5.
- 1950 — переведена у нинішню будівлю за адресою вул. Шота Руставелі, 37.
- 2001 — отримала статус спеціалізованої школи з поглибленим вивченням інформаційних технологій, стала базовою Головного управління освіти і науки міста Києва з впровадження інформаційних технологій у навчальний процес.
- 23 лютого 2022 року ліцею присвоєно ім'я Бориса Патона.[2]

## Люди
10 вчителів мають педагогічне звання «Вчитель-методист», 2 — «Старший учитель», 23 — вчителі вищої категорії[коли?].
Видатні випускники:
- всесвітньо відомий танцюрист-балетмейстер Серж Лифар
- президент НАН України Борис Патон
- народний художник України Йосип Осташинський
- Герой Радянського Союзу, льотчиця Наталія Кравцова
- заслужена артистка України Ольга Писар
- гімнастка, заслужений майстер спорту, чемпіонка світу Ірина Кудіна
- заслужений художник України Георгій Малаков
- Герой Радянського Союзу, відомий дослідник арктики Отто Шмідт

У школі викладали:
- український літературознавець О. В. Багрій,
- зоолог і географ В. М. Артоболевський.
- у 1920-х роках учителем фізики працював майбутній президент Академії наук СРСР Анатолій Александров.

## Музей школи
Створений до 100-річного ювілею створили Музей історії школи, що містить інформацію щодо випускників і викладачів минулих років. Велика частина експозиції присвячена життю й науковій діяльності Бориса Патона та його родини.

## Відзнаки
В 2010 школа була нагороджена спеціальним призом на всеукраїнському конкурсі на найкращий інформаційний сайт навчального закладу «Вебсайт — обличчя успіху»